# Guerra di Ferrara (1308-1309)
La guerra di Ferrara è stato un conflitto armato combattuto nel 1308-1309 tra la Repubblica di Venezia, gli Estensi e lo Stato Pontificio.

## Storia

### Antefatti
Agli inizi del Trecento la famiglia d'Este in guerra con Bolognesi, Mantovani e Veronesi, era stata estromessa dalle città di Modena e Reggio e minacciata nel possesso della stessa Ferrara. Il marchese Azzo VIII d'Este aveva chiesto nel 1305-1306 l'aiuto di Venezia, ottenendone l'invio di rinforzi coi quali aveva saputo aver ragione dei suoi nemici. Aveva però dovuto ammettere in città l'insediamento di un visdomino veneziano.
Essendo Azzo VIII gravemente malato, il doge di Venezia Pietro Gradenigo aveva inviato i patrizi Giovanni Foscarini, Giovanni Soranzo e Alvise Querini, ufficialmente come ambasciatori incaricati di offrire il massimo sostegno del Doge nella difficile circostanza, in realtà con il mandato di provvedere a tutto quanto necessario per prendere il possesso della città alla morte del suo Signore.

#### Il passaggio di Ferrara alla Chiesa
Morto il marchese il 31 gennaio 1308, gli era succeduto per testamento il nipote Folco. Il padre di Folco, Fresco d'Este, aveva immediatamente richiesto a Venezia l'invio di una guarnigione per garantire il trono del figlio dagli zii Francesco e Aldobrandino, esclusi dalla successione.

Dal canto suo il conte Francesco d'Este aveva offerto al papa, Clemente V, il feudo di Ferrara in cambio di soccorso militare e del riconoscimento della signoria sulla città.
Mentre Folco e Fresco d'Este, divenuti sempre più invisi alla popolazione, riparavano al sicuro nella laguna di Venezia, a Ferrara giungevano le truppe pontificie, che occuparono la Ferrara in nome della Chiesa e vi insediarono come marchese Francesco d'Este: il comandante veneziano, Niccolò Querini, non poté far altro che rinchiudersi nei castelli cittadini.

### Il conflitto
Il 3 settembre del 1308, fallite le trattative con gli ambasciatori ferraresi, i legati papali pretesero da Venezia la restituzione di castel Tedaldo, la fortezza di Ferrara che controllava la navigazione sul Po, ancora occupata dai Veneziani. Il 7 ottobre il Maggior Consiglio della Repubblica di Venezia concesse al doge e ai magistrati la facoltà di dichiarare guerra al papa. Il 16 ottobre, dal canto loro, i legati di Clemente V lanciarono la scomunica e l'interdetto sul doge e quanti avessero sostenuto l'occupazione di Ferrara.
L'evento aprì una profonda spaccatura tra i due schieramenti che si contendevano allora il potere a Venezia: da una parte il doge e il partito aristocratico che lo sosteneva, dall'altra il partito popolare, guidato da Jacopo Querini, che si schierò su posizioni guelfe.
Nonostante questo, la guerra procedeva, e il 2 novembre i ferraresi chiesero tregua a Venezia, offrendole in cambio l'invio di un podestà, scelto dal doge nella persona di Giovanni Soranzo, l'annullamento dell'esilio per Fresco e Folco d'Este, che rientrarono in breve a Ferrara, e la cessione perpetua di castel Tedaldo.
Poiché però l'accordo sembrava vacillare, nel marzo 1309 venne inviato da Venezia a Ferrara l'intimazione di attenersi ai trattati, pena la ripresa della guerra. Frattanto il papa, irato, nonostante venissero inviati ad Avignone come ambasciatori Giovanni Zen, Delfin Dolfin e Pietro Querini per cercare un accomodamento, pubblicò il 27 marzo una bolla che estendeva l'interdetto e la scomunica all'intera città di Venezia, ordinandone parimenti l'evacuazione del clero. Il provvedimento, oltre a colpire il fronte interno, alimentando l'opposizione al partito aristocratico, rese improvvisamente la Repubblica e i suoi mercanti vulnerabili in tutti i territori latini, dove esplosero reazioni violente contro il commercio e i beni di Venezia. Addirittura il cardinale Arnaud de Pellegrue annunciò una prossima crociata contro la città lagunare, mentre da tutti i territori circostanti contingenti venivano inviati alla liberazione di Ferrara.
Il 9 aprile il governo veneziano ordinò al nuovo podestà di Ferrara, Vitale Michiel, di ritirarsi a Castel Tedaldo in attesa dell'arrivo di rinforzi, che giunsero presto al comando di Andrea Querini. Lo scoppio della peste tra le truppe, però, decimò presto il contingente provocando la morte dello stesso podestà Michiel: ragione per cui venne inviato Marco Querini con un nuovo rinforzo e una flotta al comando di Giovanni Soranzo per riprendere il controllo del Po. Il diffondersi del morbo, però, spezzò la forza anche di questi nuovi contingenti, tanto che, il 28 agosto i Ferraresi dilagarono in castel Tedaldo, massacrandone i difensori, mentre altri distruggevano la flotta fluviale. Tra i pochi superstiti vi era Marco Querini, che riparò a Venezia, dove gli vennero addossate le responsabilità della sconfitta.

### Conseguenze
La sconfitta aprì in Venezia una profonda ferita che sfociò presto nella fallita congiura del Tiepolo. Ferrara visse invece ancora anni convulsi: il 26 luglio 1310 la città tornò brevemente nelle mani dei ghibellini della famiglia Torelli, guidati da Salinguerra III, presto ricacciati dai guelfi catalani di Roberto d'Angiò, salvo infine tornare nel luglio 1317, sotto la signoria estense, con Obizzo III d'Este.